# Jingle (música)
El jingle és un efecte sonor curt que consisteix només en un eslògan o una melodia. És l'element principal de la puntuació radiofònica. Poden complir diferents funcions i es poden classificar en diversos tipus. Els més importants són:
- Jingle de programa. Usat per identificar un determinat programa.
- Jingle ID. És com un document d'identitat i serveix per identificar l'emissora.

L'eficàcia d'un jingle és essencial perquè s'ha d'imprimir en la memòria de qui ho escolta. Per aquesta raó ha de ser clar, curt i fàcilment identificable, per poder-se distingir aviat.
A la vegada, els jingles són importants perquè són part de la construcció del format radiofònic: també sintetitzen l'estil i l'ànima de l'emissora.
Per totes aquestes raons, la creació dels jingles és confiada a professionals i és fruit d'estratègies de mercat i creativitats diferents.